# Eléni Yerassimídou
Eléni Yerassimídou (en grec Ελένη Γερασιμίδου) est une femme politique grecque.

## Biographie
Aux élections législatives grecques de janvier 2015, elle est élue députée au Parlement grec sur la liste du Parti communiste de Grèce dans la deuxième circonscription de Thessalonique.